# Maurizio Mesoraca
Maurizio Mesoraca (Catanzaro, 4 maggio 1944) è un politico italiano.

## Biografia
Nato a Catanzaro nel 1944 e residente a Cutro (KR), ha conseguito la laurea in lingue e letterature straniere con il massimo dei voti.
Dal 1974 al 2001 ha esercitato il ruolo di docente di inglese nelle scuole superiori. È da registrare in quegli anni, in particolare dal 1987 al 1994, la sua elezione a senatore della X e XI Legislatura rispettivamente nelle file del PCI e del PDS.
Maurizio Mesoraca è anche stato membro del Consiglio d'Europa, con l'incarico di Vicepresidente della delegazione italiana e segretario della sinistra europea dal 1988 al 1994. 
Attualmente ricopre la carica di presidente dell'Università Popolare Mediterranea di Crotone oltre ad essere Vicepresidente nazionale dell'UNIEDA e coautore della Collana dei Quaderni dell'UPMED. 
È inoltre autore del libro "Riprendiamoci il Futuro, Politica e Sinistra prima e dopo il 1989", edito da Rubbettino, nel marzo 2016 per poi scrivere un secondo libro con Rubbenttino, nell'aprile del 2019, intitolato "Diego Tajani, un cambiamento atteso un secolo e i nodi irrisolti dell'Italia". Questo libro è stato presentato a Roma dall'ex Presidente del Senato, Pietro Grasso.